# ATP San Paolo 1991
L'ATP San Paolo 1991 è stato un torneo di tennis giocato sul cemento. È stata l'8ª edizione del torneo, che fa parte della categoria ATP World Series nell'ambito dell'ATP Tour 1991. Si è giocato a San Paolo in Brasile dal 4 al 10 novembre 1991.

## Campioni

### Singolare maschile
Christian Miniussi ha battuto in finale  Jaime Oncins con il punteggio di 2–6, 6–3, 6–4

### Doppio maschile
Andrés Gómez /  Jaime Oncins hanno battuto in finale  Jorge Lozano /  Cássio Motta con il punteggio di 7–5, 6–4